# Associação Maringaense de Voleibol 2023-2024
Questa voce raccoglie le informazioni riguardanti l'Associação Maringaense de Voleibol nella stagione 2023-2024.

## Stagione
L'Associação Maringaense de Voleibol utilizza la denominazione sponsorizzata Unilife Vôlei Maringá nella stagione 2023-24.
Partecipa alla Superliga Série A classificandosi al nono posto. Partecipa anche alla Coppa del Brasile, dove viene eliminato ai quarti di finale dal Minas.
Conquista il suo settimo titolo statale al Campionato Paranaense.

## Organigramma societario
Area direttiva
- Presidente: Thiago Cabau

Area tecnica
- Allenatore: Aldori Gaudencio
- Secondo allenatore: Vinícius Fernandes
- Assistente allenatore: Plauto Machado
- Preparatore atletico: Luan Rodrigues

Area sanitaria
- Fisioterapista: Leonardo Marcondes

## Rosa
| N° | Nome               | Ruolo | Data di nascita   | Nazionalità sportiva |
| -- | ------------------ | ----- | ----------------- | -------------------- |
| 1  | Vivian Lima        | P     | 14 ottobre 1999   | Brasile              |
| 2  | Natália Danielski  | S     | 5 dicembre 1999   | Brasile              |
| 3  | Nandyala Santos    | C     | 1º ottobre 1993   | Brasile              |
| 4  | Jussara da Silva   | C     | 14 giugno 1996    | Brasile              |
| 5  | Anielly dos Santos | L     | 5 marzo 2005      | Brasile              |
| 6  | Daiana López       | S     | 11 maggio 1995    | Argentina            |
| 7  | Tamaki Matsui      | P     | 10 gennaio 1998   | Giappone             |
| 9  | Beatriz Martins    | P     | 13 agosto 1995    | Brasile              |
| 10 | Juliana Toro       | L     | 29 gennaio 1995   | Colombia             |
| 11 | Brenda Menezes     | C     | 13 maggio 2005    | Brasile              |
| 12 | Daniela Cechetto   | O     | 30 dicembre 2000  | Brasile              |
| 13 | Francynne Jacintho | C     | 16 luglio 1992    | Brasile              |
| 14 | Jéssica Dantas     | S     | 11 settembre 1992 | Brasile              |
| 15 | Mariana Brambilla  | S     | 19 marzo 2000     | Brasile              |
| 21 | Karoline Tormena   | S     | 21 marzo 1996     | Brasile              |

## Mercato
| Acquisti | Acquisti          | Acquisti       | Acquisti   |
| R.       | Nome              | da             | Modalità   |
| -------- | ----------------- | -------------- | ---------- |
| S        | Mariana Brambilla | Venelles       | definitivo |
| O        | Daniela Cechetto  | Bradesco       | definitivo |
| S        | Jéssica Dantas    | AGEE           | definitivo |
| P        | Vivian Lima       | Brasília       | definitivo |
| S        | Daiana López      | San Lorenzo    | definitivo |
| P        | Beatriz Martins   | AGEE           | definitivo |
| P        | Tamaki Matsui     | Denso Airybees | definitivo |

| Cessioni | Cessioni          | Cessioni        | Cessioni   |
| R.       | Nome              | a               | Modalità   |
| -------- | ----------------- | --------------- | ---------- |
| C        | Hellen de Menezes | Eilabun         | definitivo |
| S        | Sabrina de Paula  | Ser Educacional | definitivo |
| O        | Laiza Ferreira    | Brasília        | definitivo |
| P        | Laura Machado     | São Caetano     | definitivo |
| L        | Jesica Libardi    | Bauru           | definitivo |
| L        | Tifany Nascimento | Instituto Ace   | definitivo |
| S        | Tanielly Storch   | Pato Branco     | definitivo |
| P        | Francine Tomazoni | Minas           | definitivo |
| S        | Nelmaira Váldez   | Pinheiros       | definitivo |

## Risultati

### Superliga Série A

#### Girone di andata
| 1ª giornata - 4 dicembre 2023 Ginásio do Tijuca Tênis Clube, Rio de Janeiro | Rio de Janeiro | 3 - 0 | Amavolei    | 21-25, 22-25, 20-25               |
| 2ª giornata - 15 novembre 2023 Ginásio Professor José Liberatti, Osasco     | Osasco         | 1 - 3 | Amavolei    | 21-25, 20-25, 25-21, 19-25        |
| 3ª giornata - 22 novembre 2023 Ginásio Francisco Bueno Neto, Maringá        | Amavolei       | 1 - 3 | Minas       | 23-25, 18-25, 25-17, 21-25        |
| 4ª giornata - 28 novembre 2023 Ginásio Oranides do Nascimento, Uberlândia   | Praia Clube    | 3 - 0 | Amavolei    | 25-21, 25-21, 25-20               |
| 5ª giornata - 1º dicembre 2023 Ginásio Francisco Bueno Neto, Maringá        | Amavolei       | 3 - 0 | Blumenau    | 25-18, 25-23, 25-21               |
| 6ª giornata - 9 dicembre 2023 Ginásio Francisco Bueno Neto, Maringá         | Amavolei       | 3 - 1 | Brasília    | 25-19, 25-27, 25-22, 25-19        |
| 7ª giornata - 15 dicembre 2023 Ginásio Milton Feijão, São Caetano do Sul    | Amavolei       | 3 - 0 | São Caetano | 25-15, 25-15, 25-16               |
| 8ª giornata - 22 dicembre 2023 Ginásio Francisco Bueno Neto, Maringá        | Amavolei       | 3 - 2 | Barueri     | 24-26, 13-25, 25-23, 25-21, 15-12 |
| 9ª giornata - 6 gennaio 2024 Ginásio Henrique Villaboim, San Paolo          | Pinheiros      | 0 - 3 | Amavolei    | 23-25, 25-27, 21-25               |
| 10ª giornata - 9 gennaio 2024 Ginásio Francisco Bueno Neto, Maringá         | Amavolei       | 1 - 3 | Bauru       | 23-25, 23-25, 25-23, 26-28        |
| 11ª giornata - 19 dicembre 2023 Ginásio Francisco Bueno Neto, Maringá       | Amavolei       | 2 - 3 | Fluminense  | 20-25, 24-26, 25-19, 25-18, 14-16 |

#### Girone di ritorno
| 12ª giornata - 18 gennaio 2024 Ginásio Francisco Bueno Neto, Maringá       | Amavolei    | 0 - 3 | Rio de Janeiro | 20-25, 20-25, 15-25               |
| 13ª giornata - 26 gennaio 2024 Ginásio Francisco Bueno Neto, Maringá       | Amavolei    | 1 - 3 | Osasco         | 22-25, 25-23, 21-25, 19-25        |
| 14ª giornata - 1º febbraio 2024 Arena Juscelino Kubitschek, Belo Horizonte | Minas       | 3 - 0 | Amavolei       | 25-16, 25-23, 25-16               |
| 15ª giornata - 8 febbraio 2024 Ginásio Francisco Bueno Neto, Maringá       | Amavolei    | 0 - 3 | Praia Clube    | 17-25, 23-25, 18-25               |
| 16ª giornata - 17 febbraio 2024 Ginásio Sebastião Cruz, Blumenau           | Blumenau    | 3 - 1 | Amavolei       | 27-25, 25-27, 25-16, 25-20        |
| 17ª giornata - 21 febbraio 2024 Ginásio Sesi Taguatinga, Brasilia          | Brasília    | 3 - 0 | Amavolei       | 25-22, 25-19, 27-25               |
| 18ª giornata - 27 febbraio 2024 Ginásio Francisco Bueno Neto, Maringá      | São Caetano | 0 - 3 | Amavolei       | 20-25, 13-25, 21-25               |
| 19ª giornata - 6 marzo 2024 Sportville CT, Barueri                         | Barueri     | 1 - 3 | Amavolei       | 25-23, 22-25, 15-25, 20-25        |
| 20ª giornata - 12 marzo 2024 Ginásio Francisco Bueno Neto, Maringá         | Amavolei    | 2 - 3 | Pinheiros      | 25-20, 24-26, 21-25, 26-24, 15-17 |
| 21ª giornata - 16 marzo 2024 Ginásio Poliesportivo Paulo Skaf, Bauru       | Bauru       | 3 - 0 | Amavolei       | 25-14, 25-21, 25-16               |
| 22ª giornata - 23 marzo 2024 Ginásio da Hebraica, Rio de Janeiro           | Fluminense  | 3 - 0 | Amavolei       | 25-18, 25-23, 25-15               |

### Coppa del Brasile
| Quarti di finale - 22 gennaio 2024 Arena Juscelino Kubitschek, Belo Horizonte | Minas | 3 - 1 | Amavolei | 23-25, 25-13, 25-14, 25-18 |

## Statistiche

### Statistiche di squadra
| Competizione      | Punti | In casa | In casa | In casa | In trasferta | In trasferta | In trasferta | Totale | Totale | Totale |
| Competizione      | Punti | G       | V       | P       | G            | V            | P            | G      | V      | P      |
| ----------------- | ----- | ------- | ------- | ------- | ------------ | ------------ | ------------ | ------ | ------ | ------ |
| Superliga Série A | 25    | 11      | 4       | 7       | 11           | 4            | 7            | 22     | 8      | 14     |
| Coppa del Brasile | -     | 0       | 0       | 0       | 1            | 0            | 1            | 1      | 0      | 1      |
| Totale            | -     | 11      | 4       | 7       | 12           | 4            | 8            | 23     | 8      | 15     |

### Statistiche dei giocatori
| Giocatore     | Superliga Série A | Superliga Série A | Superliga Série A | Superliga Série A | Superliga Série A |
| Giocatore     | P                 | PT                | AV                | MV                | BV                |
| ------------- | ----------------- | ----------------- | ----------------- | ----------------- | ----------------- |
| M. Brambilla  | 20                | 146               | 125               | 4                 | 17                |
| D. Cechetto   | 22                | 316               | 288               | 15                | 13                |
| J. da Silva   | 22                | 205               | 143               | 51                | 11                |
| N. Danielski  | 22                | 130               | 108               | 13                | 9                 |
| J. Dantas     | 4                 | 2                 | 1                 | 0                 | 1                 |
| A. dos Santos | 10                | 3                 | 0                 | 0                 | 3                 |
| F. Jacintho   | 11                | 84                | 48                | 28                | 8                 |
| V. Lima       | 22                | 18                | 5                 | 6                 | 7                 |
| D. López      | 19                | 55                | 51                | 2                 | 2                 |
| B. Martins    | 12                | 2                 | 0                 | 0                 | 2                 |
| T. Matsui     | 20                | 28                | 14                | 3                 | 11                |
| B. Menezes    | 0                 | 0                 | 0                 | 0                 | 0                 |
| N. Santos     | 15                | 74                | 47                | 15                | 12                |
| K. Tormena    | 22                | 246               | 219               | 20                | 7                 |
| J. Toro       | 22                | 0                 | 0                 | 0                 | 0                 |

P = presenze; PT = punti totali; AV = attacchi vincenti; MV = muri vincenti; BV = battute vincenti

NB: Non sono disponibili i dati relativi alla Coppa del Brasile e, di conseguenza, quelli totali.